# Ilha Talpatti do Sul
A Ilha Talpatti do Sul (como era conhecida no Bangladesh) ou Ilha New Moore/Purbasha (como era conhecida na Índia) foi uma pequena e desabitada ilha na Baía de Bengala, afastada da costa do Delta do Ganges.
Apesar da ilha ser desabitada, tanto a Índia quanto o Bangladesh reclamavam a posse da mesma devido à especulação sobre a existência de petróleo e gás natural debaixo da costa da ilha.
Em 2010, cientistas da Escola de Estudos Oceonográficos da Universidade de Jadavpur, na Índia, anunciaram que a ilha havia submergido completamente devido ao aumento do nível dos mares. Os cientistas descobriram isto a partir de imagens de satélite.